# 제51보병사단
제51보병사단(第五十一步兵師團, The 51st Infantry Division, 상징명칭: 전승부대)은 대한민국 육군 수도군단 예하의 지역방위 사단이다. 모체는 1975년 3월 1일 현재의 인천광역시 계양구에서 창설된 33사단 예하 제99보병여단이며 1978년 11월 9일에 현 위치로 부대가 이전하였다. 1982년 8월 16일 제17보병사단에서 분리되어 경기 서남부 지역 위수임무를 인수받으면서 창설된 지역방위사단이다. 위수구역은 경기도 서남부이다. 사단 사령부는 경기도 화성시에 위치한다.

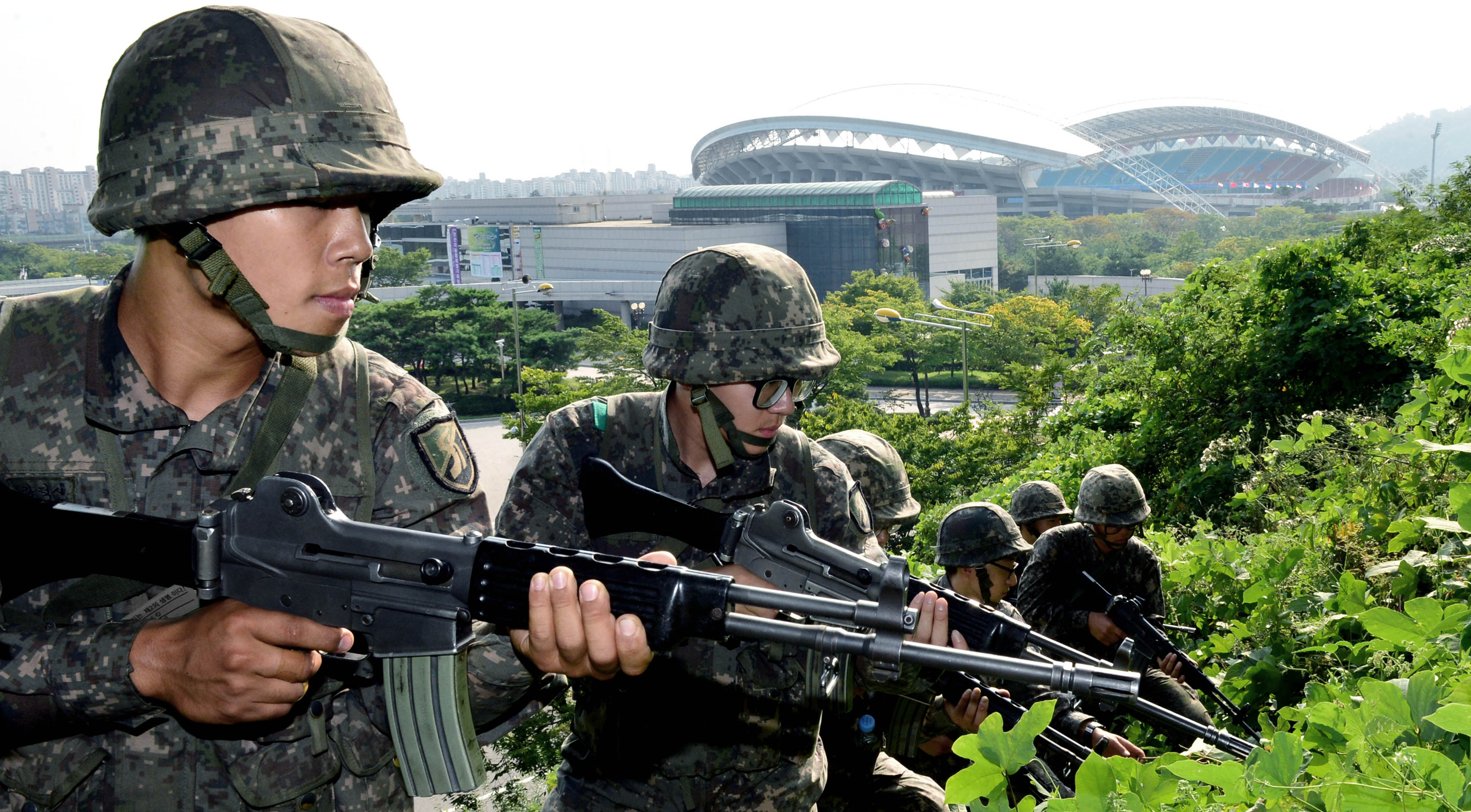
2014년 아시안 게임 경비작전 임무를 수행하고 있는 제51보병사단 장병들

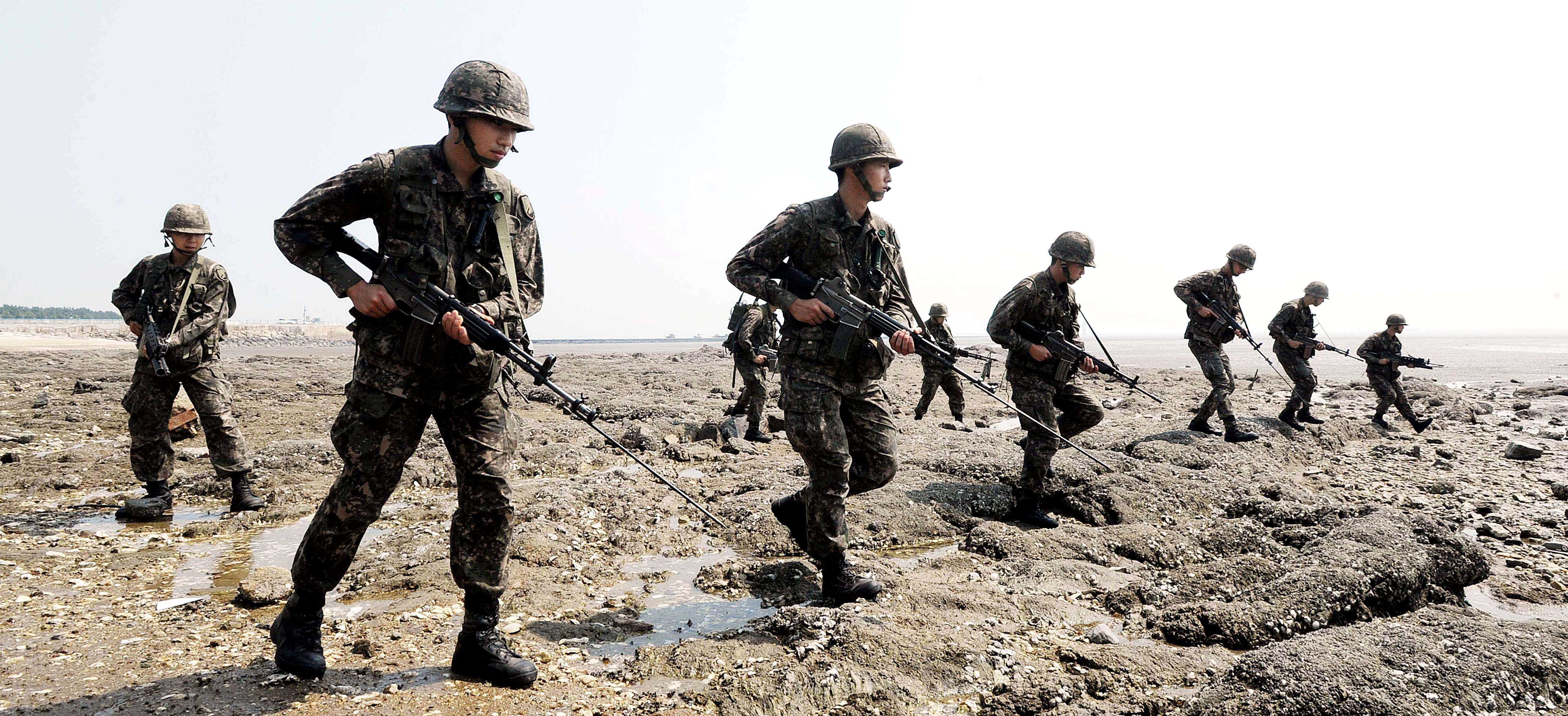
해안 수색정찰 중인 제51보병사단 장병들

## 편성
- 제167보병여단(과천시, 광명시, 군포시, 시흥시, 안산시(옹진군 영흥면 포함), 안양시, 의왕시)
- 제168보병여단(화성시(우정, 장안, 향남, 양감 제외), 수원시, 오산시)
- 제169보병여단(화성시 일부 (우정, 장안, 향남, 양감 포함), 평택시)
- 동원지원단
- 본부근무대
- 군악대
- 공병대대
- 정비근무대
- 보급수송근무대
- 신병교육대대
- 의무근무대
- 정보통신대대
- 기동대대
- 군사경찰대
- 화생방지원대
- 방공중대
- 보충중대
- 제561포병대대
- 제5해안감시대

## 역대 지휘관
- 제1대 김기성 예비역 소장
- 제16대 권태오 예비역 중장
- 제17대 배봉원 예비역 소장
- 제18대 장광현 예비역 소장
- 제19대 김일수 예비역 소장
- 제20대 황인권 예비역 대장
- 대리 김만기 예비역 소장
- 제21대 김인건 예비역 소장
- 제22대 손대권 소장
- 제23대 류승민 소장
- 제24대 우석제 소장